# Guy Paquot
Guy Marie Xavier Denis ridder Paquot (Luik, 10 mei 1941 - Eagle Island (Botswana), 11 augustus 2019) was een Belgisch ondernemer.

## Biografie
Guy Paquot was hoofdaandeelhouder van de beursgenoteerde patrimoniumvennootschap Compagnie du Bois Sauvage. Deze holding had belangen in chocoladeproducent Neuhaus (waar hij voorzitter van was), metalengroep Umicore, isolatie- en schuimbedrijf Recticel, het Franse zoetwarenmerk Jeff de Bruges en de Duitse Berenberg Bank. Hij was tevens voorzitter van de raad van bestuur van Compagnie du Bois Sauvage en bekleedde bestuursmandaten bij verschillende dochterondernemingen, waaronder voornoemde bedrijven, maar ook in Floridienne en Ter Beke. In 2015 liet hij het beleid van de holding aan zijn dochter Valérie over.
Hij werd in 2001 in de erfelijke adel opgenomen met de persoonlijke titel van ridder.
Hij was gehuwd met Nicole Thys, achterkleindochter van Albert Thys en Armand Baar.